# Jane Kerr
Jane Louise Kerr, nach Heirat Jane Louise Thompson, (* 12. Mai 1968 in Mississauga, Ontario) ist eine ehemalige kanadische Schwimmerin. Sie gewann bei den Olympischen Spielen 1988 eine Bronzemedaille und bei den Commonwealth Games erschwamm sie je zwei Gold- und Silber- und Bronzemedaillen.

## Karriere
Jane Kerr begann mit acht Jahren mit dem Schwimmen. Bis zu ihrem Studium trat sie für den Etobicoke Swim Club an. Nach einem Jahr an der University of Toronto wechselte sie an die University of Florida, für die sie bis zu ihrer Graduierung 1992 antrat. 
Die internationale Karriere von Jane Kerr begann bei den Panamerikanischen Spielen 1983 in Caracas. Dort gewann sie drei Silbermedaillen. Über 100 Meter Freistil siegte Carrie Steinseifer aus den Vereinigten Staaten vor Kerr. Auch mit der kanadischen 4-mal-100-Meter-Freistilstaffel und mit der 4-mal-100-Meter-Lagenstaffel wurde Kerr Zweite hinter den Staffeln aus den Vereinigten Staaten. Über 200 Meter Freistil schwamm Kerr auf den vierten Platz. 1984 bei den Olympischen Spielen in Los Angeles erreichte Kerr über 100 Meter Freistil und über 200 Meter Freistil jeweils das B-Finale und dann den 14. Platz. Die 4-mal-100-Meter-Freistilstaffel mit Pamela Rai, Carol Klimpel, Cheryl McArton und Jane Kerr schwamm auf den fünften Platz mit vier Sekunden Rückstand auf die Bronzemedaille.
1985 wurden in Tokio die ersten Pan Pacific Championships ausgetragen. Die kanadischen Staffeln mit Jane Kerr gewannen Gold in der 4-mal-100-Meter-Lagenstaffel und jeweils Bronze in den beiden Freistilstaffeln. Im Jahr darauf war Edinburgh Austragungsort der Commonwealth Games 1986. Jane Kerr trat in sieben Disziplinen an und verfehlte lediglich über 200 Meter Rücken den Finaleinzug. Sie siegte über 100 Meter Freistil und wurde Zweite über 200 Meter Freistil hinter der Australierin Susie Baumer. Über 200 Meter Lagen erkämpfte Kerr die Bronzemedaille. Die kanadische 4-mal-100-Meter-Freistilstaffel mit Andrea Nugent, Jane Kerr, Patricia Noall und Pamela Rai gewann vor den Engländerinnen und den Australierinnen. In der 4-mal-200-Meter-Freistilstaffel siegten die Australierinnen vor den Engländerinnen und der kanadischen Staffel mit Donna McGinnis, Jane Kerr, Patricia Noall und Sophie Dufour. Die kanadische 4-mal-100-Meter-Lagenstaffel mit Jane Kerr, Allison Higson, Donna McGinnis und Barbara McBain erhielt die Silbermedaille hinter den Engländerinnen. Bei den Weltmeisterschaften in Madrid erreichte Kerr den 12. Platz über 200 Meter Freistil. Die 4-mal-100-Meter-Freistilstaffel wurde Fünfte, die 4-mal-200-Meter-Freistilstaffel Siebte.
Bei den Pan Pacific Championships 1987 in Brisbane gewann Kerr die Silbermedaille mit der Lagenstaffel. Die 4-mal-200-Meter-Freistilstaffel wurde Dritte. Ebenfalls die Bronzemedaille erschwamm Kerr über 100 Meter Freistil. Über 200 Meter Lagen gewannen drei Kanadierinnen die drei Medaillen: Angel Myers siegte vor Allison Higson und Jane Kerr. Bei den Olympischen Spielen 1988 in Seoul verfehlte Kerr in ihren drei Einzeldisziplinen das B-Finale. Die kanadische 4-mal-100-Meter-Freistilstaffel mit Kathy Bald, Kristin Topham, Allison Higson und Jane Kerr erreichte als achtschnellste Staffel des Vorlaufs den Endlauf. Im Finale schwammen Kathy Bald, Patricia Noall, Andrea Nugent und Jane Kerr auf den sechsten Platz. Schließlich erreichte die kanadische Lagenstaffel mit Lori Melien, Keltie Duggan, Jane Kerr und Patricia Noall den Endlauf mit der fünftschnellsten Zeit. Im Finale schwammen Lori Melien, Allison Higson, Jane Kerr und Andrea Nugent fast vier Sekunden schneller als die kanadische Staffel im Vorlauf und gewannen die Bronzemedaille hinter den Staffeln aus der DDR und den USA. Duggan und Noall erhielten für ihren Vorlaufeinsatz ebenfalls eine Bronzemedaille.